# VARTA futsal liga 2017/2018
V soubojích 26. ročníku 1. české futsalové ligy 2018/19 (sponzorským názvem VARTA futsal liga) se utkalo v základní části 12 týmů dvoukolovým systémem podzim - jaro. Základní část vyhrál tým FK ERA-PACK Chrudim, který následně opanoval i vyřazovací části. Z první ligy sestoupily týmy AC Gamaspol Jeseník a SKP Ocel Třinec.

## Základní část
| Poř. | Tým                   | Z  | V  | R | P  | VG  | OG  | B  |
| ---- | --------------------- | -- | -- | - | -- | --- | --- | -- |
| 1.   | FK ERA-PACK Chrudim   | 22 | 20 | 2 | 0  | 129 | 26  | 62 |
| 2.   | SK Interobal Plzeň    | 22 | 17 | 1 | 4  | 112 | 59  | 52 |
| 3.   | AC Sparta Praha       | 22 | 15 | 1 | 6  | 103 | 64  | 46 |
| 4.   | Gardenline Litoměřice | 22 | 14 | 4 | 4  | 103 | 51  | 46 |
| 5.   | Nejzbach Vysoké Mýto  | 22 | 13 | 0 | 9  | 78  | 77  | 39 |
| 6.   | SK Slavia Praha       | 22 | 11 | 0 | 11 | 101 | 81  | 33 |
| 7.   | Svarog FC Teplice     | 22 | 11 | 0 | 11 | 99  | 100 | 30 |
| 8.   | Helas Brno            | 22 | 8  | 0 | 14 | 68  | 94  | 24 |
| 9.   | Démoni Česká Lípa     | 20 | 6  | 1 | 13 | 61  | 108 | 19 |
| 10.  | SK Olympik Mělník     | 22 | 5  | 3 | 14 | 61  | 104 | 18 |
| 11.  | AC Gamaspol Jeseník   | 22 | 3  | 2 | 17 | 55  | 123 | 11 |
| 12.  | SKP Ocel Třinec       | 22 | 3  | 1 | 18 | 53  | 121 | 10 |

Poznámky

- Z = Odehrané zápasy; V = Vítězství; R = Remízy; P = Prohry; VG = Vstřelené góly; OG = Obdržené góly; B = Body

|  | Postup do vyřazovací části soutěže                         |
|  | Sestup do příslušné skupiny 2. ligy                        |
|  | Klub z finančních důvodů nepodal přihlášku na další sezónu |

### Hráčské statistiky

#### Góly
| Poř. | Hráč           | Tým                   | Gól |
| ---- | -------------- | --------------------- | --- |
| 1.   | Max            | FK ERA-PACK Chrudim   | 39  |
| 2.   | Tomáš Vnuk     | SK Interobal Plzeň    | 30  |
| 3.   | Josef Gabčo    | SK Olympik Mělník     | 17  |
| 3.   | Tomáš Fichtner | Démoni Česká Lípa     | 17  |
| 3.   | Fabricio       | Gardenline Litoměřice | 17  |

#### Asistence
| Poř. | Hráč           | Tým                   | Gól |
| ---- | -------------- | --------------------- | --- |
| 1.   | Tomáš Vnuk     | SK Interobal Plzeň    | 26  |
| 2.   | Michal Holý    | SK Interobal Plzeň    | 20  |
| 2.   | Tomáš Koudelka | FK ERA-PACK Chrudim   | 20  |
| 4.   | Michal Kovács  | Gardenline Litoměřice | 18  |
| 5.   | Nené           | Svarog FC Teplice     | 16  |

## Vyřazovací část

### Pavouk
|  | Čtvrtfinále | Čtvrtfinále           | Čtvrtfinále |                       |   | Semifinále          | Semifinále | Semifinále |  |  | Finále | Finále              | Finále |
|  |             |                       |             |                       |   |                     |            |            |  |  |        |                     |        |
|  | 1           | FK ERA-PACK Chrudim   | 3           |                       |   |                     |            |            |  |  |        |                     |        |
|  | 8           | Helas Brno            | 0           |                       |   |                     |            |            |  |  |        |                     |        |
|  | 8           | Helas Brno            | 0           |                       | 1 | FK ERA-PACK Chrudim | 3          |            |  |  |        |                     |        |
|  |             |                       |             |                       | 1 | FK ERA-PACK Chrudim | 3          |            |  |  |        |                     |        |
|  |             |                       | 4           | Gardenline Litoměřice | 0 |                     |            |            |  |  |        |                     |        |
|  | 4           | Gardenline Litoměřice | 4           | Gardenline Litoměřice | 0 | 3                   |            |            |  |  |        |                     |        |
|  | 4           | Gardenline Litoměřice |             |                       |   | 3                   |            |            |  |  |        |                     |        |
|  | 5           | Nejzbach Vysoké Mýto  | 0           |                       |   |                     |            |            |  |  |        |                     |        |
|  |             |                       |             |                       |   |                     |            |            |  |  | 1      | FK ERA-PACK Chrudim | 3      |
|  |             |                       | 3           | AC Sparta Praha       | 0 |                     |            |            |  |  |        |                     |        |
|  | 2           | SK Interobal Plzeň    | 3           |                       |   |                     |            |            |  |  |        |                     |        |
|  | 7           | Svarog FC Teplice     | 2           |                       |   |                     |            |            |  |  |        |                     |        |
|  | 7           | Svarog FC Teplice     | 2           |                       | 2 | SK Interobal Plzeň  | 2          |            |  |  |        |                     |        |
|  |             |                       |             |                       | 2 | SK Interobal Plzeň  | 2          |            |  |  |        |                     |        |
|  |             |                       | 3           | AC Sparta Praha       | 3 |                     |            |            |  |  |        |                     |        |
|  | 3           | AC Sparta Praha       | 3           | AC Sparta Praha       | 3 | 3                   |            |            |  |  |        |                     |        |
|  | 3           | AC Sparta Praha       |             |                       |   | 3                   |            |            |  |  |        |                     |        |
|  | 6           | SK Slavia Praha       | 0           |                       |   |                     |            |            |  |  |        |                     |        |

### Čtvrtfinále
| Tým A                 | Výsledek série | Tým B                | Výsledky jednotlivých zápasů |
| --------------------- | -------------- | -------------------- | ---------------------------- |
| FK ERA-PACK Chrudim   | 3:0            | Helas Brno           | 7:0, 5:1, 4:0                |
| Gardenline Litoměřice | 3:0            | Nejzbach Vysoké Mýto | 6:1, 7:2, 7:1                |
| SK Interobal Plzeň    | 3:2            | Svarog FC Teplice    | 5:4 pp., 5:6, 7:3, 3:6, 11:5 |
| AC Sparta Praha       | 3:0            | SK Slavia Praha      | 6:4, 4:2, 4:2                |

### Semifinále
| Tým A               | Výsledek série | Tým B                 | Výsledky jednotlivých zápasů |
| ------------------- | -------------- | --------------------- | ---------------------------- |
| FK ERA-PACK Chrudim | 3:0            | Gardenline Litoměřice | 5:4 pp., 4:2, 3:1            |
| SK Interobal Plzeň  | 2:3            | AC Sparta Praha       | 6:4, 1:4, 5:4, 2:5, 2:7      |

### Finále
| Tým A               | Výsledek série | Tým B           | Výsledky jednotlivých zápasů |
| ------------------- | -------------- | --------------- | ---------------------------- |
| FK ERA-PACK Chrudim | 3:0            | AC Sparta Praha | 2:1, 3:0, 9:4 pp.            |

### Hráčské statistiky

#### Góly
| Poř. | Hráč          | Tým                 | Gól |
| ---- | ------------- | ------------------- | --- |
| 1.   | Lukáš Rešetár | FK ERA-PACK Chrudim | 14  |
| 2.   | Tomáš Vnuk    | SK Interobal Plzeň  | 11  |
| 2.   | Jan Křemen    | SK Interobal Plzeň  | 11  |
| 4.   | Éverton       | FK ERA-PACK Chrudim | 10  |
| 4.   | Angellot      | AC Sparta Praha     | 10  |

#### Asistence
| Poř. | Hráč        | Tým                | Gól |
| ---- | ----------- | ------------------ | --- |
| 1.   | Michal Holý | SK Interobal Plzeň | 9   |
| 2.   | Marcelo     | AC Sparta Praha    | 8   |
| 3.   | Tomáš Vnuk  | SK Interobal Plzeň | 7   |
| 4.   | Angellot    | AC Sparta Praha    | 6   |
| 4.   | Nené        | Svarog FC Teplice  | 6   |